# アレックス・イーラ
アレックス・イーラ（Alex Eala, 2005年5月23日 - ）は、フィリピン・ケソン市出身の女子プロテニス選手。自己最高ランキングはシングルス134位、ダブルス192位。

## 経歴

### 2025年

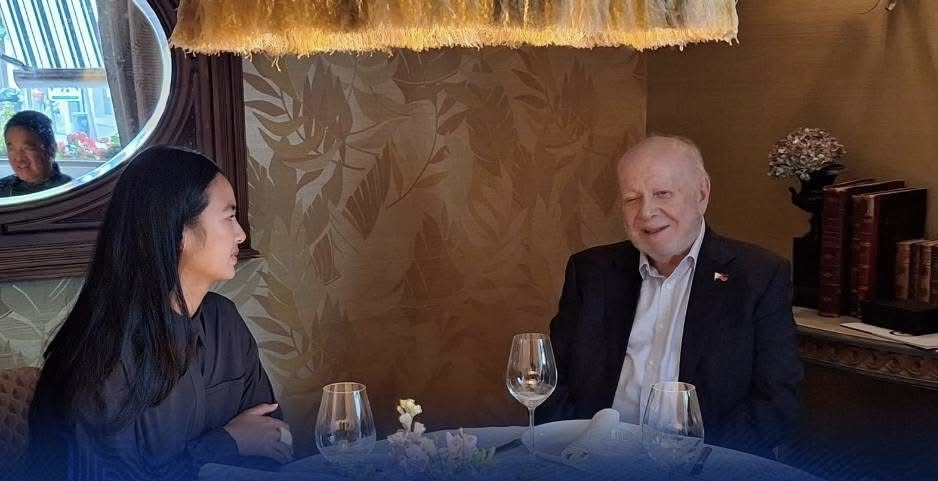
2025年4月、フィリピンのスペイン大使フィリップ・ルイリエと共にいるアレクサンドラ・エアラ

マイアミ・オープンにワイルドカードを得て出場し、ケイティ・ヴォリネッツとエレナ・オスタペンコを破り、WTA1000大会で初めて3回戦に進出。3回戦ではマディソン・キーズに勝利し、4回戦に進出。1975年にWTAランキングが発表されるようになってから、オープン化以降のフィリピン女子選手で初めてトップ10選手に勝利し、また、2025年シーズンでトップ100外の選手が初めてベスト16に進出した。
パウラ・バドサの棄権で準々決勝に進出し、イガ・シフィオンテクをストレートで破り、準決勝に進出。メアリー・ジョー・フェルナンデス、ダニエル・コリンズに次いで、マイアミ・オープンで初めてWTA大会の準決勝進出を達成した3人目の選手になり、また、フィリピン女子選手で初めてトップ100入りを果たした。

## 4大大会シングルス成績
略語の説明
| W | F | SF | QF | #R | RR | Q# | LQ | A | Z# | PO | G | S | B | NMS | P | NH |

W=優勝, F=準優勝, SF=ベスト4, QF=ベスト8, #R=#回戦敗退, RR=ラウンドロビン敗退, Q#=予選#回戦敗退, LQ=予選敗退, A=大会不参加, Z#=デビスカップ/BJKカップ地域ゾーン, PO=デビスカップ/BJKカッププレーオフ, G=オリンピック金メダル, S=オリンピック銀メダル, B=オリンピック銅メダル, NMS=マスターズシリーズから降格, P=開催延期, NH=開催なし.
| 大会           | 2021 | 2022 | 2023 | 2024 | 2025 | 通算成績 |
| -------------- | ---- | ---- | ---- | ---- | ---- | -------- |
| 全豪オープン   | A    | A    | Q1   | Q1   | Q1   | 0–0      |
| 全仏オープン   | A    | A    | A    | Q3   |      | 0–0      |
| ウィンブルドン | A    | A    | A    | Q3   |      | 0–0      |
| 全米オープン   | A    | A    | A    | Q3   |      | 0–0      |